# Parc d'atraccions de Montjuïc
El parc d'atraccions de Montjuïc, desaparegut, es trobava a l'espai on actualment hi ha els Jardins de Joan Brossa al barri barcelonés de Montjuïc. Va ésser inaugurat el 18 de juny del 1966 i va romandre en funcionament durant 32 anys, fins al 27 setembre del 1998.

## Història
L'espai que ocupava corresponia en part als terrenys d'un antic destacament militar d'artilleria de costa anomenat Álvarez de Castro instal·lat el 1897, a les restes d'un anterior parc d'atraccions anomenat Maricel (1930-1936) i a diverses barriades de barraques, entre les quals destaquen Maricel i Tres Pins. Tot va ser enderrocat per procedir a les obres del nou parc d'atraccions.
L'empresari veneçolà José Antonio Borges Villegasa en va promoure la construcció, de caràcter semi-privat, que després d'un acord amb l'Ajuntament de Barcelona disposà d'una concessió per a trenta anys. Borges ja havia dirigit, entre d'altres, el parc Coney Island a Caracas (cal no confondre'l amb el Coney Island de Nova York).
Inaugurat parcialment el 23 de juny del 1966, tingué una gran acollida per part de la ciutat i dels turistes que la visitaven, i va arribar a comptar amb més de 40 atraccions de tota mena, a més d'un teatre-auditori on se celebraven diferents actuacions d'artistes de renom o festivals variats. L'èxit pot vincular-se directament als espectacles que s'hi feien al teatre (accessibles amb la simple adquisició de l'entrada) i, especialment, al tipus d'atraccions mecàniques que en el seu moment van ser una veritable revolució respecte a les que es coneixien fins aleshores, com la Coctelera, la Gran Muntanya Russa, el Loco Ratón o el Zig-Zag. A final dels anys 1960, el parc es va donar per acabat, tot i que havia certes diferències amb el projecte original.
Cap al 1973, l'espanyol Carlos Merino es va fer càrrec del parc, i aprofità per reacondicionar-ne la infraestructura i les instal·lacions, i per muntar noves atraccions que engrandiren l'oferta del parc. Una profunda remodelació que inclogué l'entrada d'algunes de les atraccions més mítiques com el Pulpo, Amor Express, El Barco Mississippi o Noriavisión, aquesta darrera la roda de fira més alta dels Països Catalans que s'havia instal·lat fins al moment.
El parc va continuar gaudint d'un èxit de referència, però cap a la dècada de 1990 la moda dels nous parcs temàtics va començar a arraconar-lo, i només la instal·lació d'una espectacular muntanya russa anomenada Boomerang aconseguí mantenir el nivell durant una temporada. Malgrat tot, la falta d'inversions provocada per la proximitat de la fi de la concessió, va fer baixar el nombre de visitants. En aquesta situació, els posteriors desacords entre l'empresa i l'ajuntament l'abocaren a la clausura definitiva, el 27 de setembre del 1998.
En tancar-se, fou immediatament desmantellat, i se'n retiraren les atraccions que podien aprofitar-se. El Boomerang va acabar en un parc d'atraccions de Nova Orleans fins que va arrasar-lo huracà Katrina el 2005, i el Ciclón va anar a parar a unes atraccions de Platja d'Aro. Després d'uns anys d'abandonament, els terrenys varen ser acondicionats per crear-hi els Jardins de Joan Brossa, inaugurats l'any 2003.